# Zelia montana
Zelia montana är en tvåvingeart som först beskrevs av Townsend 1919.  Zelia montana ingår i släktet Zelia och familjen parasitflugor.
Artens utbredningsområde är Arizona. Inga underarter finns listade i Catalogue of Life.